# Škoda Superb III
| Sterne im Euro-NCAP-Crashtest (2015) | 5 Sterne im Euro-NCAP-Crashtest |

Der Škoda Superb III (Typcode 3V) ist die im Februar 2015 in Prag vorgestellte dritte Generation des Superb, die Mitte Juni 2015 als Limousine in den Handel kam. Für den europäischen Markt wurde das Modell, wie auch die Vorgänger, im Škoda-Werk Kvasiny produziert. Beim deutschen Kraftfahrtbundesamt ist der Superb als Fahrzeug der Mittelklasse eingetragen. Teile der Presse ordnen ihn in die obere Mittelklasse ein.
Die Allrad-Version des Superb wurde von der Fachzeitschrift Auto Bild zum Allrad-Auto des Jahres 2019 gewählt.

## Modellgeschichte

### Allgemeines
Mitte Februar 2015 wurde die neue Generation des Superb in Prag vorgestellt. Eingeführt wurden wie beim VW Passat B8 moderne Assistenzsysteme für den Fahrer. Der bisherige 6-Zylinder-Motor mit 191 kW entfiel und wurde durch eine aufgeladene Version des 2.0 TSI mit 206 kW als stärkste Motorisierung ersetzt. Der Superb III basiert auf dem Modularen Querbaukasten des Volkswagen-Konzerns. Gegenüber dem Vorgänger ist der Superb III in den Dimensionen gewachsen. In Testberichten kommt vor allem immer wieder der große Kofferraum des Kombi zur Sprache, der ein Fassungsvolumen von rund 660 Litern und 1950 Litern bei umgeklappten Rücksitzlehne besitzt. Wegen seiner Abmessungen, der verwendeten Materialien sowie des durchaus gestiegenen Preisniveaus, gerade auch in der höchsten Ausstattungslinie Laurin & Klement, wird er oft auch als Fahrzeug der oberen Mittelklasse bezeichnet.
Parallel zu der Eishockey-Weltmeisterschaft 2019 wurde im Mai 2019 die überarbeitete Version der Baureihe vorgestellt. Sie war ab Juni 2019 bestellbar. Neben den normalen Varianten wurden außerdem eine Scout genannte Version mit erhöhter Bodenfreiheit für den Kombi und ab Oktober 2019 der Plug-in-Hybrid iV mit dem gleichen Antriebsstrang, den auch der VW Passat B8 nutzt, angeboten. Beim Superb iV entfiel die Ausstattungslinie Active und das Kofferraumvolumen reduzierte sich, da dort die Batterie untergebracht wurde. Darüber hinaus zeigen alle Modelle statt des Škoda-Zeichens den Firmennamen in Buchstaben auf der Kofferraumklappe.
Ab dem Modelljahr 2021 wurde der Modulare Infotainment Baukasten der dritten Generation eingesetzt.

### Ausstattungsvarianten
Der Superb war in den Ausstattungslinien Active, Ambition, Style und Laurin & Klement (L&K) erhältlich, wenig später gefolgt von der Sportline Variante. Mit dem Facelift 2019 kamen die Varianten Scout und iV (Hybrid) hinzu. Die Standardlackierung war Pazifik-Blau, die Sonderfarben weiß und rot waren für lediglich 150 € Aufpreis erhältlich. Im Innenraum unterscheiden sich die Varianten bezüglich der Dekoreinlage wie folgt: für Active: Dunkelgrau, Ambition: Silber-Brushed, Syle: Anthrazit-Brushed und L&K: Piano-Schwarz. Letztere kommt auch serienmäßig mit braunen oder beigen Ledersitzen, die vorne beheizt sind. Von der Linie Ambition aufwärts war das adaptive Fahrwerk Dynamic Chasis Control (DCC) bestellbar (bei L&K und Sportline serienmäßig), bei dem man durch die Auswahl des Fahrprofiles (Normal, Comfort, Eco, Sport und Individual) die Dämpfereinstellung verändern kann. Beim Superb iV ist das DCC serienmäßig.

### Fahrerassistenzsysteme
Standardmäßig verbaut sind der Frontradarassistent inklusive City-Notbremsfunktion. Von Ambition aufwärts waren ein Abstandsassistent Adaptive Cruise Control(ACC) mit Funktion bis 160 km/h oder bis 210 km/h (Abstandstempomat), Spurhalteassistent (Lane Assist) und Spurwechselassistent (Blind Spot Detection) bestellbar.

### Übersicht

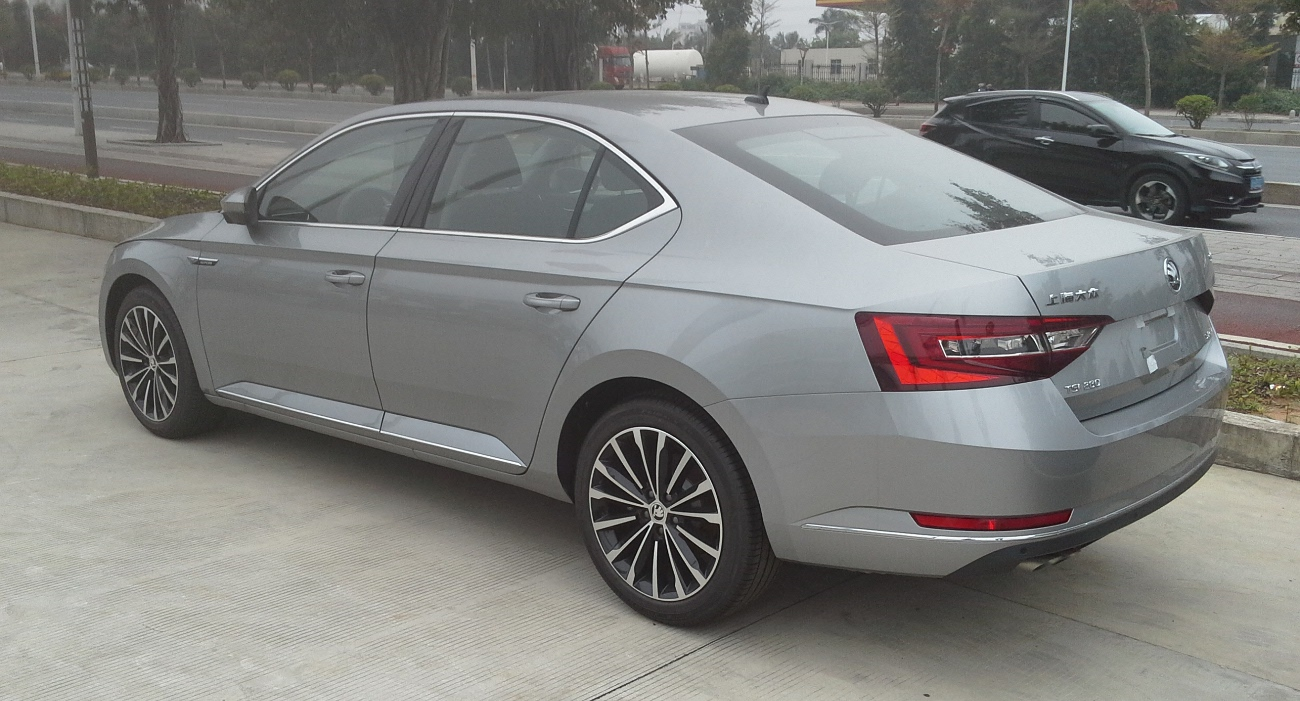
Heckansicht (2015–2019)
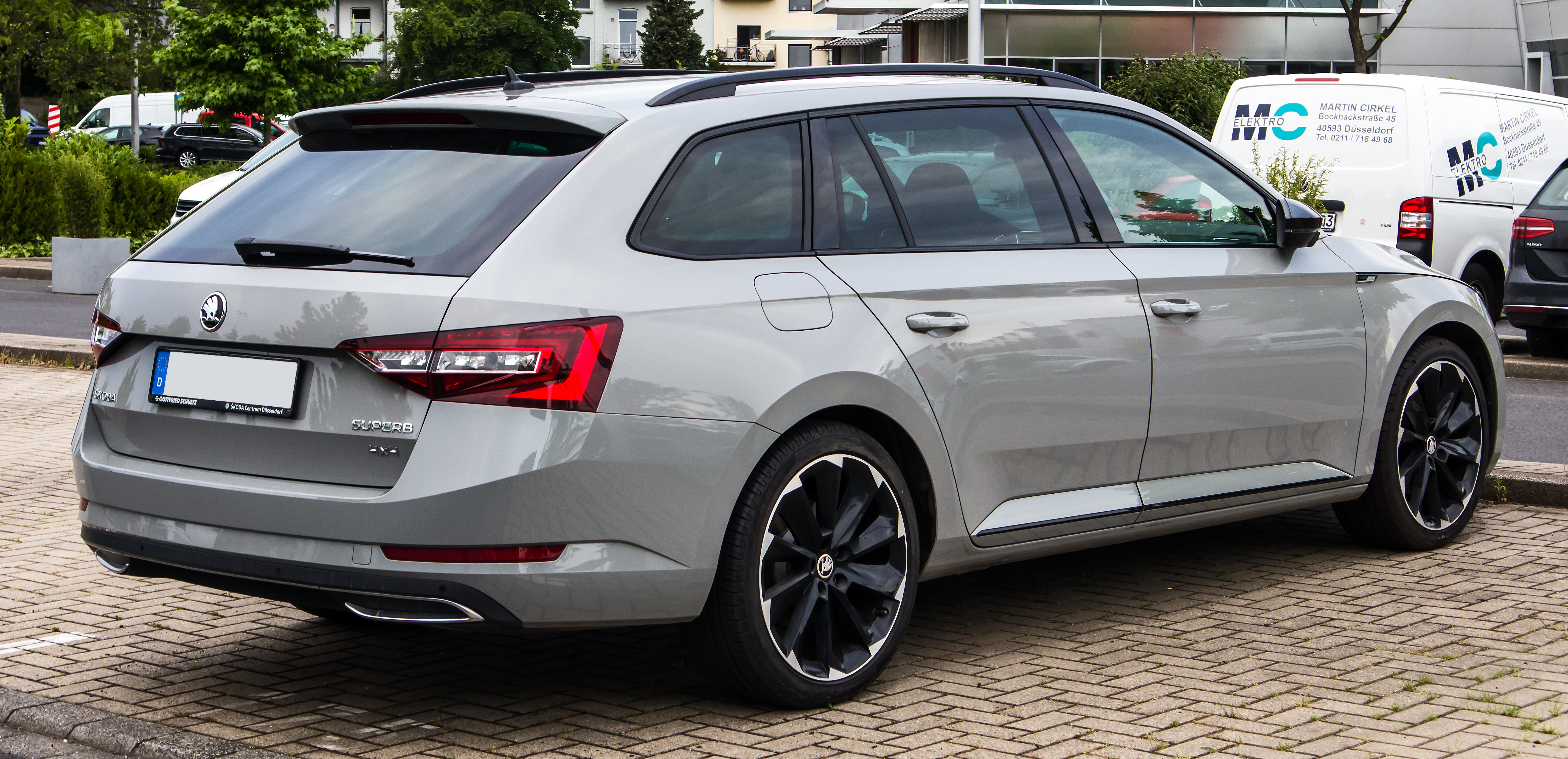
Kombi (2015–2019)
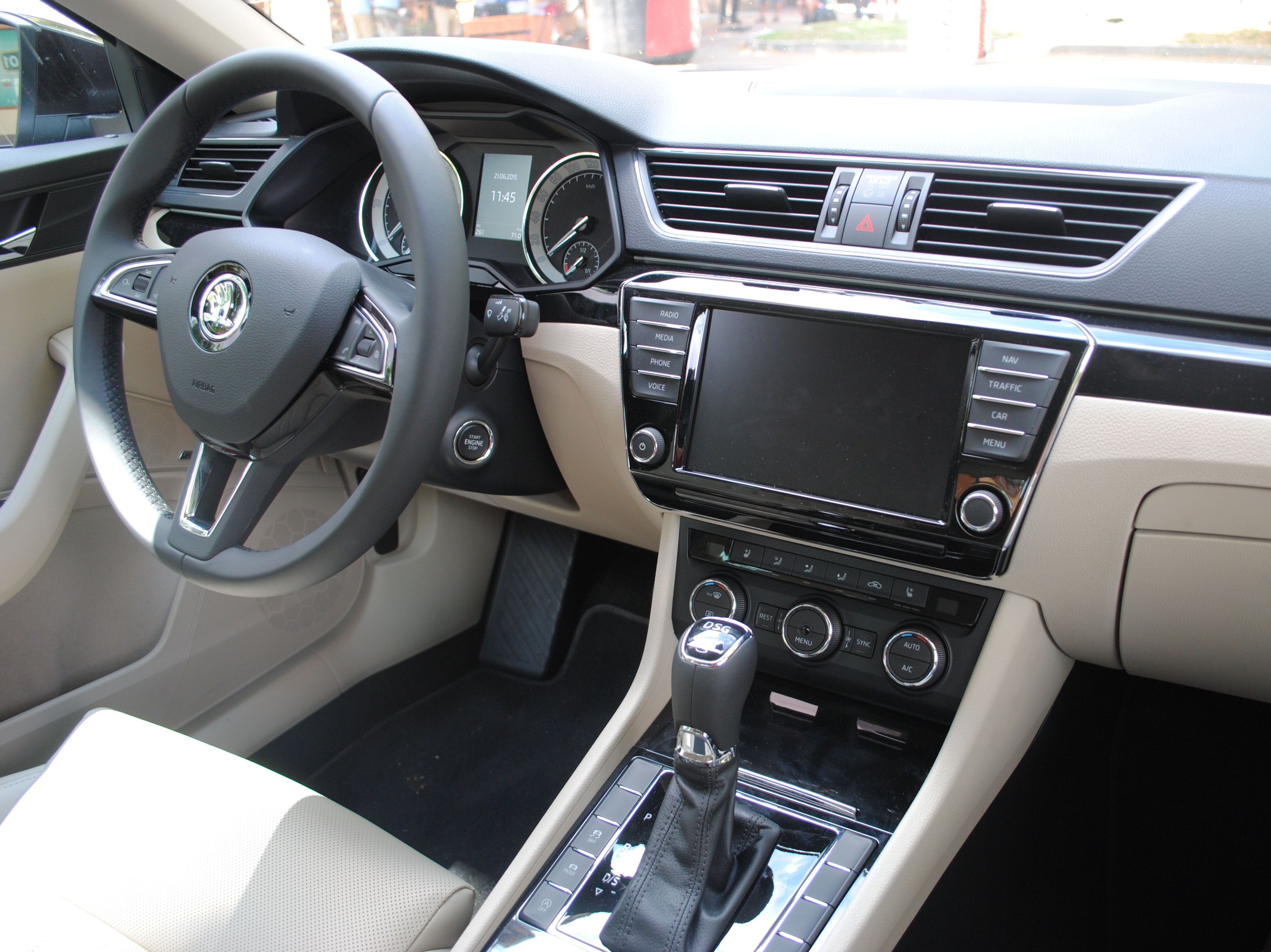
Innenraum (2015–2018)

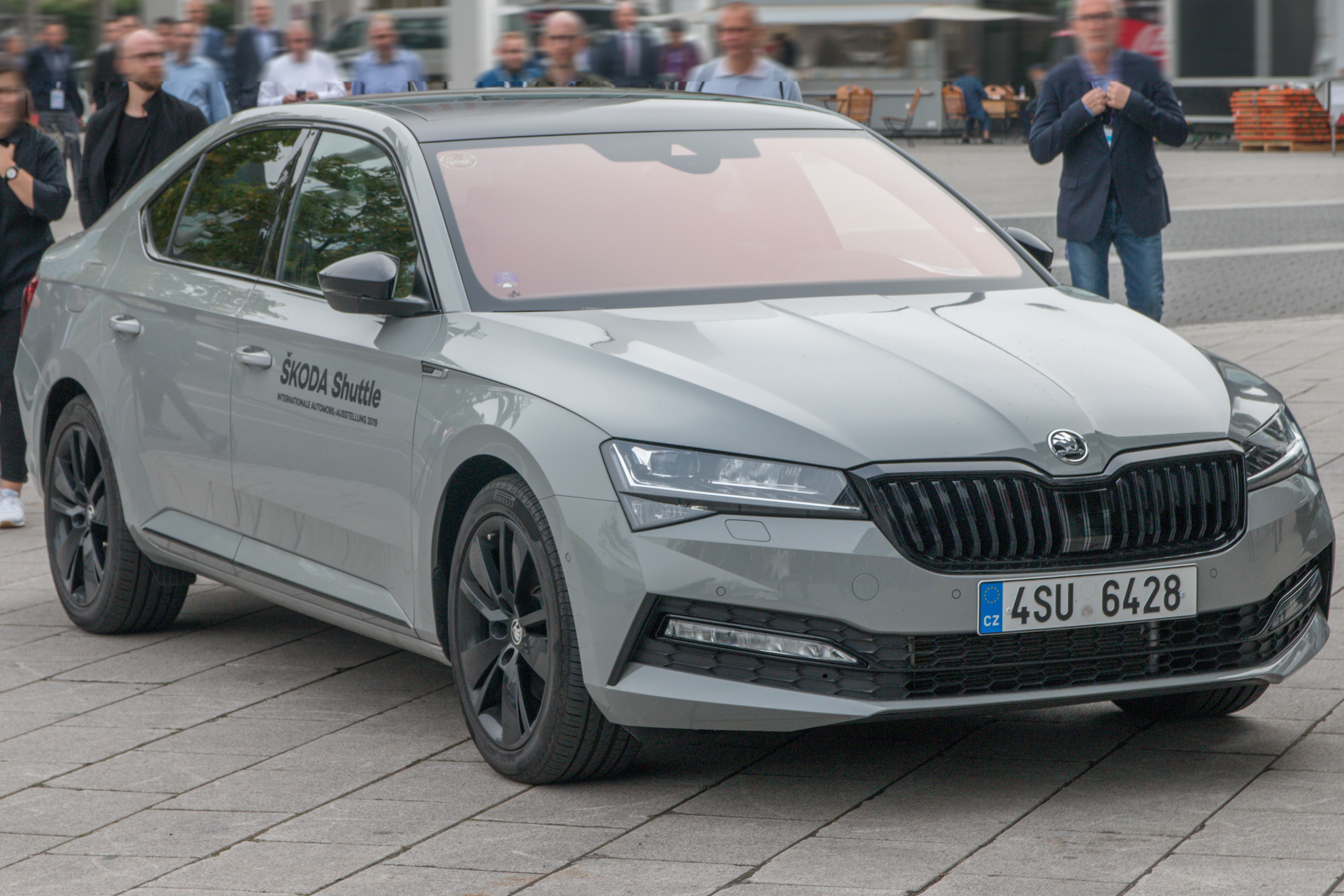
Škoda Superb III (2019–2023)
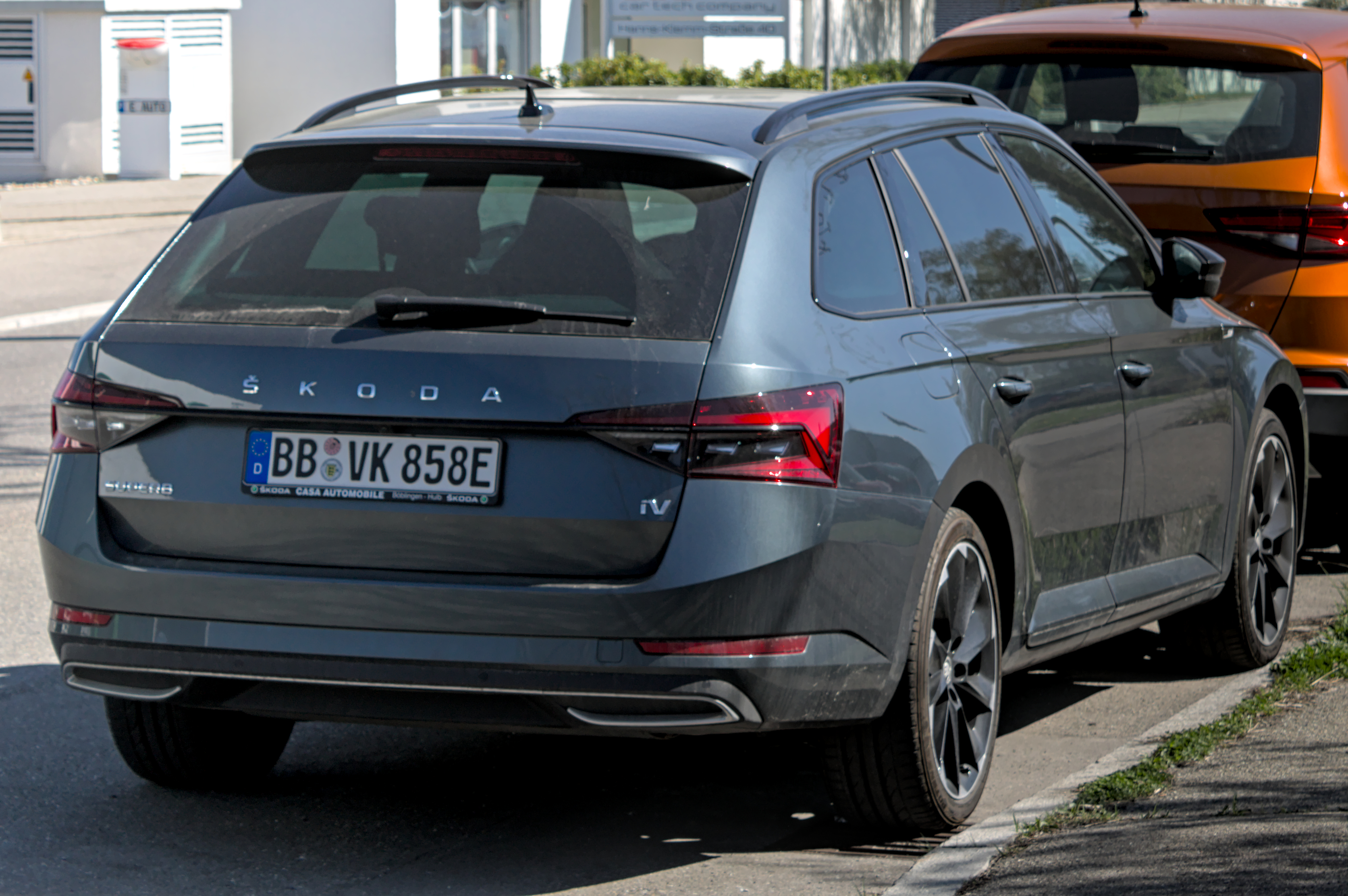
Škoda Superb Kombi III iV (2019–2023)
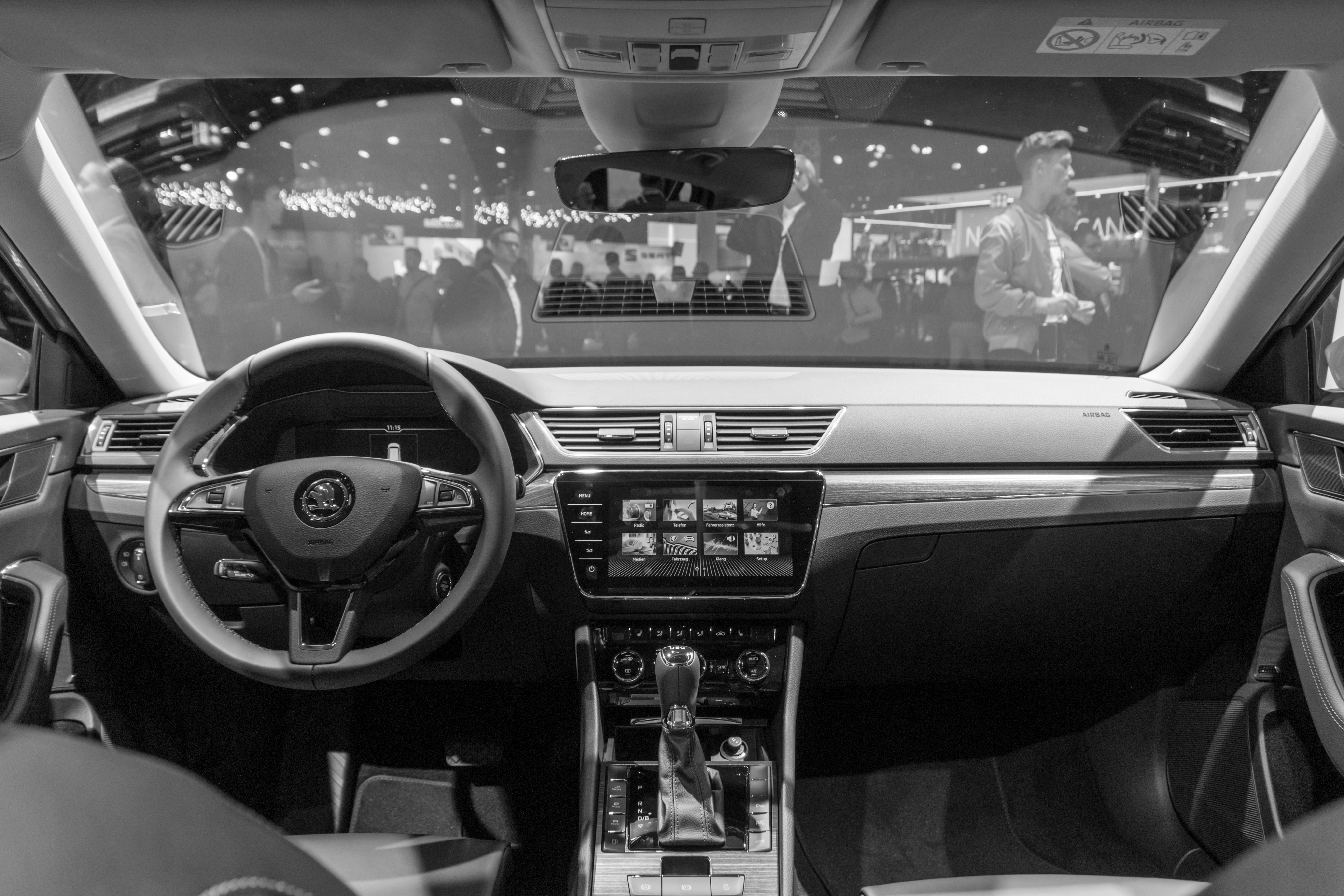
Innenraum (2018–2021)
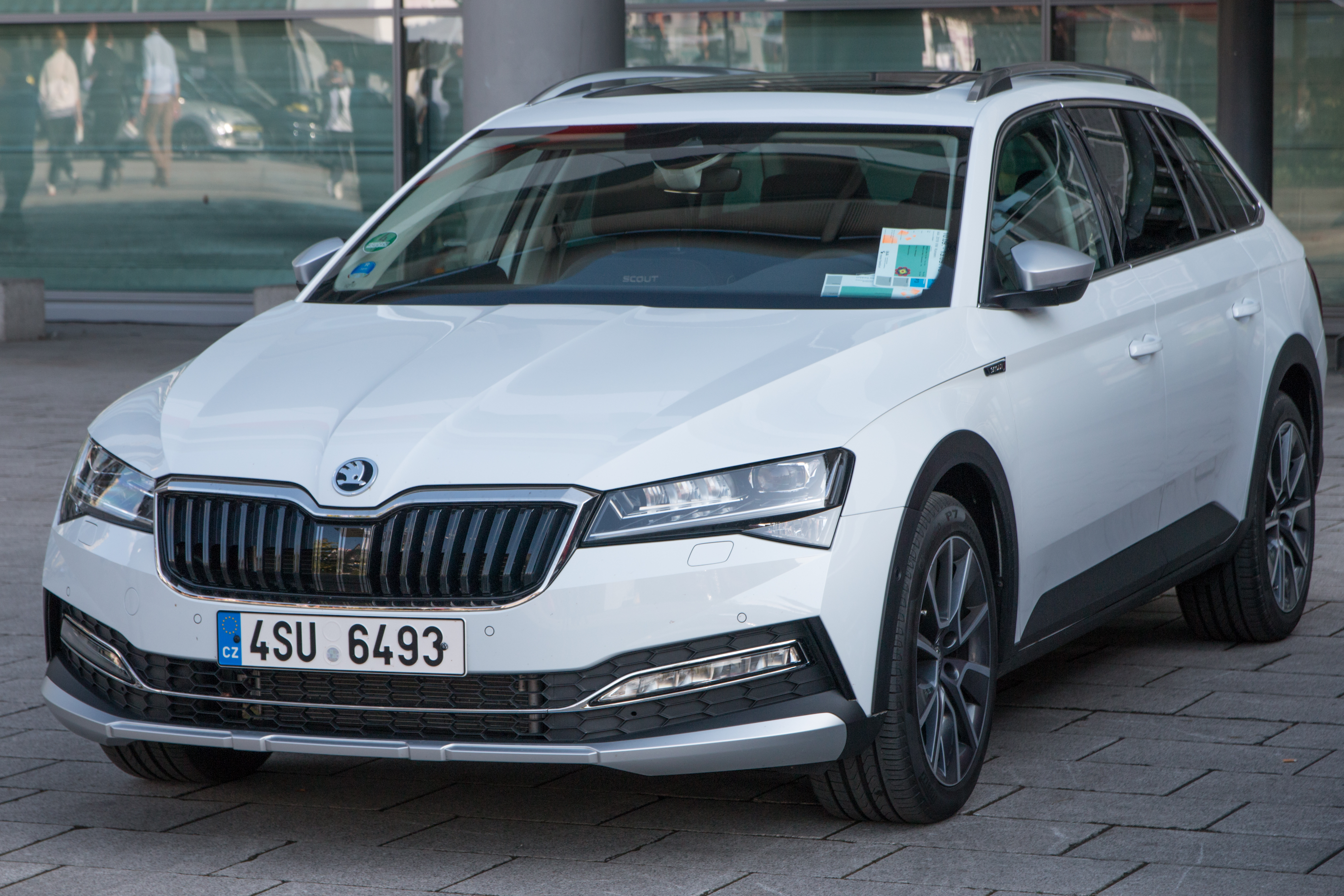
Škoda Superb Scout (2019–2023)

## Technische Daten
Erstmals gab es mit dem Superb III eine „ACT“ genannte Zylinderabschaltung bei dem 1,4-Liter-Ottomotor mit den Kennbuchstaben CZDA. Zur Einführung wurde der dritte Superb mit drei TSI-Ottomotoren und drei TDI-Dieselmotoren angeboten.

### Ottomotoren
|                                             | 1.4 TSI                                                     | 1.4 TSI ACT                                                 | 1.5 TSI ACT                                                 | 1.8 TSI                                                         | 2.0 TSI                                                     | 2.0 TSI                                                     | 2.0 TSI                                                     | 2.0 TSI                                                     | 2.0 TSI                                                     |
| ------------------------------------------- | ----------------------------------------------------------- | ----------------------------------------------------------- | ----------------------------------------------------------- | --------------------------------------------------------------- | ----------------------------------------------------------- | ----------------------------------------------------------- | ----------------------------------------------------------- | ----------------------------------------------------------- | ----------------------------------------------------------- |
| Bauzeitraum                                 | 03/2015–06/2018                                             | 03/2015–06/2018                                             | 11/2018–11/2023                                             | 03/2015–06/2018                                                 | 07/2019–11/2023                                             | 03/2015–06/2018                                             | 11/2018–11/2020                                             | 03/2015–06/2018                                             | 11/2020–11/2023                                             |
| Motorkennbuchstaben                         | CZCA                                                        | CZDA, CZEA                                                  | DADA                                                        | CJSA, CJSC                                                      | DKZA                                                        | CHHB                                                        | DNUA                                                        | CJXA                                                        | DNFE                                                        |
| Motorbaureihe                               | VW EA211                                                    | VW EA211                                                    | VW EA211 evo                                                | VW EA888                                                        | VW EA888                                                    | VW EA888                                                    | VW EA888                                                    | VW EA888                                                    | VW EA888                                                    |
| Motortyp                                    | Vierzylinder-Ottomotor in Reihen-Bauart, Direkteinspritzung | Vierzylinder-Ottomotor in Reihen-Bauart, Direkteinspritzung | Vierzylinder-Ottomotor in Reihen-Bauart, Direkteinspritzung | Vierzylinder-Ottomotor in Reihen-Bauart, Direkteinspritzung     | Vierzylinder-Ottomotor in Reihen-Bauart, Direkteinspritzung | Vierzylinder-Ottomotor in Reihen-Bauart, Direkteinspritzung | Vierzylinder-Ottomotor in Reihen-Bauart, Direkteinspritzung | Vierzylinder-Ottomotor in Reihen-Bauart, Direkteinspritzung | Vierzylinder-Ottomotor in Reihen-Bauart, Direkteinspritzung |
| Motoraufladung                              | Turbolader                                                  | Turbolader                                                  | Turbolader                                                  | Turbolader                                                      | Turbolader                                                  | Turbolader                                                  | Turbolader                                                  | Turbolader                                                  | Turbolader                                                  |
| Bohrung × Hub                               | 74,5 mm × 80,0 mm                                           | 74,5 mm × 80,0 mm                                           | 74,5 mm × 85,9 mm                                           | 82,5 mm × 84,2 mm                                               | 82,5 mm × 92,8 mm                                           | 82,5 mm × 92,8 mm                                           | 82,5 mm × 92,8 mm                                           | 82,5 mm × 92,8 mm                                           | 82,5 mm × 92,8 mm                                           |
| Hubraum                                     | 1395 cm³                                                    | 1395 cm³                                                    | 1498 cm³                                                    | 1798 cm³                                                        | 1984 cm³                                                    | 1984 cm³                                                    | 1984 cm³                                                    | 1984 cm³                                                    | 1984 cm³                                                    |
| max. Leistung bei min−1                     | 92 kW (125 PS)/ 5000–6000                                   | 110 kW (150 PS)/ 5000–6000                                  | 110 kW (150 PS)/ 5000–6000                                  | 132 kW (180 PS)/ 4000–6200 (132 kW (180 PS)/ 5100–6200 bei DSG) | 140 kW (190 PS)/4200–6000                                   | 162 kW (220 PS)/ 4500–6200                                  | 200 kW (272 PS)/ 5500–6500                                  | 206 kW (280 PS)/ 5600–6500                                  | 206 kW (280 PS)/ 5000–6500                                  |
| max. Drehmoment bei min−1                   | 200 Nm/ 1400–4000                                           | 250 Nm/ 1500–3500                                           | 250 Nm/ 1500–3500                                           | 320 Nm/ 1450–3900 (250 Nm/ 1250–5000 bei DSG)                   | 320 Nm/ 1500–4100                                           | 350 Nm/ 1500–4400                                           | 350 Nm/ 2000–5400                                           | 350 Nm/ 1700–5600                                           | 400 Nm/ 2000–4900                                           |
| Antriebsart, serienmäßig                    | Vorderradantrieb                                            | Vorderradantrieb                                            | Vorderradantrieb                                            | Vorderradantrieb                                                | Vorderradantrieb                                            | Vorderradantrieb                                            | Allradantrieb                                               | Allradantrieb                                               | Allradantrieb                                               |
| Antriebsart, optional                       | –                                                           | Allradantrieb                                               | –                                                           | –                                                               | –                                                           | –                                                           | –                                                           | –                                                           | –                                                           |
| Getriebeart, serienmäßig                    | 6-Gang-Schaltgetriebe                                       | 6-Gang-Schaltgetriebe                                       | 6-Gang-Schaltgetriebe                                       | 6-Gang-Schaltgetriebe                                           | 7-Gang-DSG                                                  | 6-Gang-DSG                                                  | 7-Gang-DSG                                                  | 6-Gang-DSG                                                  | 7-Gang-DSG                                                  |
| Getriebeart, optional                       | –                                                           | 7-Gang-DSG                                                  | 7-Gang-DSG                                                  | 7-Gang-DSG                                                      | –                                                           | –                                                           | –                                                           | –                                                           | –                                                           |
| Leergewicht                                 | 1375 kg [1395 kg]                                           | 1395 kg [1415 kg]                                           | 1452–1477 kg [1474–1492 kg]                                 | 1465 kg [1485 kg]                                               | 1535–1544 kg [1557–1559 kg]                                 | 1505 kg [1525 kg]                                           | 1629 kg [1651 kg]                                           | 1540 kg [1560 kg]                                           | 1655 kg [1670 kg]                                           |
| maximale Zuladung                           | 620 kg [640 kg]                                             | 620 kg [640 kg]                                             | 573–588 kg [567–637 kg]                                     | 620 kg [640 kg]                                                 | 584–638 kg [589–633 kg]                                     | 620 kg [640 kg]                                             | 605 kg [640 kg]                                             | 675 kg [715 kg]                                             | 613 kg [648 kg]                                             |
| Beschleunigung, 0–100 km/h                  | 9,9 s [10,0 s]                                              | 8,6 s [8,7 s]                                               | 8,7–9,2 s [8,8–9,3 s]                                       | 8,0 s [8,1 s]                                                   | 7,7 s [7,7 s]                                               | 7,0 s [7,1 s]                                               | 5,5 s [5,6 s]                                               | 5,8 s [5,8 s]                                               | 5,2 s [5,3 s]                                               |
| Höchstgeschwindigkeit                       | 208 km/h [206 km/h]                                         | 220 km/h [218 km/h]                                         | 216–221 km/h [208–213 km/h]                                 | 232 km/h [232 km/h]                                             | 240–241 km/h [230–231 km/h]                                 | 243 km/h [243 km/h]                                         | 250 km/h [250 km/h]                                         | 250 km/h [250 km/h]                                         | 250 km/h [250 km/h]                                         |
| Kraftstoffverbrauch auf 100 km (kombiniert) | 5,4 L [5,4 L] Super                                         | 4,9 L [5,1 L] Super                                         | 5,1–5,5 L [5,2–5,6 L] Super                                 | 5,9 L [5,7 L] Super                                             | 5,7–6,2 L [5,8–6,2 L] Super                                 | 6,2 L [6,3 L] Super                                         | 7,0–7,1 L [7,1 L] Super                                     | 7,1 L Super [7,2 L] Super                                   | 7,2–7,3 L [7,3–7,4 L] Super                                 |
| CO2-Emission, kombiniert                    | 125 g/km [126 g/km]                                         | 115 g/km [119 g/km]                                         | 117–125 g/km [118–127 g/km]                                 | 129 g/km [135 g/km]                                             | 129–139 g/km [132–141 g/km]                                 | 142 g/km [145 g/km]                                         | 160–161 g/km [162 g/km]                                     | 165 g/km [163 g/km]                                         | 165–167 g/km [167–169 g/km]                                 |
| Abgasnorm nach EU-Klassifikation            | Euro 6                                                      | Euro 6                                                      | Euro 6d-TEMP / Euro 6d                                      | Euro 6                                                          | Euro 6d-TEMP / Euro 6d                                      | Euro 6                                                      | Euro 6d-TEMP                                                | Euro 6                                                      | Euro 6d                                                     |
| Nockenwellenantrieb                         | Zahnriemen                                                  | Zahnriemen                                                  | Zahnriemen                                                  | Steuerkette                                                     | Steuerkette                                                 | Steuerkette                                                 | Steuerkette                                                 | Steuerkette                                                 | Steuerkette                                                 |

- Werte in eckigen Klammern stehen für den Kombi.

### Plug-in-Hybrid
|                                               | iV                                                                         |
| --------------------------------------------- | -------------------------------------------------------------------------- |
| Bauzeitraum                                   | 10/2019–06/2022                                                            |
| Motorkennbuchstaben                           | DGEB                                                                       |
| Motorbaureihe                                 | VW EA211                                                                   |
| Motortyp                                      | Vierzylinder-Ottomotor in Reihen-Bauart, Direkteinspritzung + Elektromotor |
| Motoraufladung                                | Turbolader                                                                 |
| Bohrung × Hub                                 | 74,5 × 80,0 mm                                                             |
| Hubraum                                       | 1395 cm³                                                                   |
| max. Leistung bei min−1 (Verbrennungsmotor)   | 115 kW (156 PS) bei 5000–6000/min                                          |
| max. Drehmoment bei min−1 (Verbrennungsmotor) | 250 Nm bei 1550–3500                                                       |
| max. Leistung bei min−1 (Elektromotor)        | 85 kW (116 PS) bei 2500/min                                                |
| max. Drehmoment bei min−1 (Elektromotor)      | 330 Nm                                                                     |
| max. Leistung bei min−1 (Systemleistung)      | 160 kW (218 PS)                                                            |
| max. Drehmoment bei min−1 (Systemleistung)    | 400 Nm                                                                     |
| Antriebsart, serienmäßig                      | Vorderradantrieb                                                           |
| Antriebsart, optional                         | –                                                                          |
| Getriebeart, serienmäßig                      | 6-Gang-DSG                                                                 |
| Getriebeart, optional                         | –                                                                          |
| Leergewicht                                   | 1730 kg [1752 kg]                                                          |
| maximale Zuladung                             | 521 kg [539 kg]                                                            |
| Beschleunigung, 0–100 km/h                    | 7,7 s [7,8 s]                                                              |
| Höchstgeschwindigkeit                         | 224 km/h [224 km/h]                                                        |
| Kraftstoffverbrauch auf 100 km (kombiniert)   | 1,4 L [1,5 L] Super                                                        |
| CO2-Emission, kombiniert                      | 31 g/km [34 g/km]                                                          |
| Akkukapazität                                 | 13,0 kWh                                                                   |
| Elektrische Reichweite                        | Bis zu 56 km                                                               |
| Abgasnorm nach EU-Klassifikation              | Euro 6d                                                                    |

- Werte in eckigen Klammern stehen für den Kombi.

### Dieselmotoren
|                                             | 1.6 TDI                                              | 1.6 TDI                                              | 2.0 TDI (SCR) (1)                                    | 2.0 TDI                                              | 2.0 TDI SCR                                          | 2.0 TDI SCR                                          | 2.0 TDI SCR                                          | 2.0 TDI SCR                                          |
| ------------------------------------------- | ---------------------------------------------------- | ---------------------------------------------------- | ---------------------------------------------------- | ---------------------------------------------------- | ---------------------------------------------------- | ---------------------------------------------------- | ---------------------------------------------------- | ---------------------------------------------------- |
| Bauzeitraum                                 | 03/2015–10/2018                                      | 04/2020–07/2020                                      | 07/2020–09/2021                                      | 03/2015–10/2018                                      | 11/2017–11/2020                                      | 11/2020–11/2023                                      | 03/2015–09/2020                                      | 09/2020–11/2023                                      |
| Motorkennbuchstaben                         | DCXA                                                 | DCZA                                                 | DSUB, DTRA                                           | CRLB, DFEA, DFGA                                     | CRLB, DFEA, DFGA                                     | DTSB                                                 | DDAA, DFHA, DFCA                                     | DTUA                                                 |
| Motorbaureihe                               | VW EA288                                             | VW EA288                                             | VW EA288 evo                                         | VW EA288                                             | VW EA288                                             | VW EA288 evo                                         | VW EA288                                             | VW EA288 evo                                         |
| Motortyp                                    | Vierzylinder-Dieselmotor in Reihenbauart             | Vierzylinder-Dieselmotor in Reihenbauart             | Vierzylinder-Dieselmotor in Reihenbauart             | Vierzylinder-Dieselmotor in Reihenbauart             | Vierzylinder-Dieselmotor in Reihenbauart             | Vierzylinder-Dieselmotor in Reihenbauart             | Vierzylinder-Dieselmotor in Reihenbauart             | Vierzylinder-Dieselmotor in Reihenbauart             |
| Kraftstoffsystem                            | Common-Rail-Einspritzung                             | Common-Rail-Einspritzung                             | Common-Rail-Einspritzung                             | Common-Rail-Einspritzung                             | Common-Rail-Einspritzung                             | Common-Rail-Einspritzung                             | Common-Rail-Einspritzung                             | Common-Rail-Einspritzung                             |
| Motoraufladung                              | Turboaufladung mit Ladeluftkühlung und VTG-Steuerung | Turboaufladung mit Ladeluftkühlung und VTG-Steuerung | Turboaufladung mit Ladeluftkühlung und VTG-Steuerung | Turboaufladung mit Ladeluftkühlung und VTG-Steuerung | Turboaufladung mit Ladeluftkühlung und VTG-Steuerung | Turboaufladung mit Ladeluftkühlung und VTG-Steuerung | Turboaufladung mit Ladeluftkühlung und VTG-Steuerung | Turboaufladung mit Ladeluftkühlung und VTG-Steuerung |
| Kraftstoffart                               | Dieselmotorkraftstoff, mindestens 51 CZ              | Dieselmotorkraftstoff, mindestens 51 CZ              | Dieselmotorkraftstoff, mindestens 51 CZ              | Dieselmotorkraftstoff, mindestens 51 CZ              | Dieselmotorkraftstoff, mindestens 51 CZ              | Dieselmotorkraftstoff, mindestens 51 CZ              | Dieselmotorkraftstoff, mindestens 51 CZ              | Dieselmotorkraftstoff, mindestens 51 CZ              |
| Bohrung × Hub                               | 79,5 mm × 80,5 mm                                    | 79,5 mm × 80,5 mm                                    | 81,0 mm × 95,5 mm                                    | 81,0 mm × 95,5 mm                                    | 81,0 mm × 95,5 mm                                    | 81,0 mm × 95,5 mm                                    | 81,0 mm × 95,5 mm                                    | 81,0 mm × 95,5 mm                                    |
| Hubraum                                     | 1598 cm³                                             | 1598 cm³                                             | 1968 cm³                                             | 1968 cm³                                             | 1968 cm³                                             | 1968 cm³                                             | 1968 cm³                                             | 1968 cm³                                             |
| max. Leistung bei min−1                     | 88 kW (120 PS)/ 3500–4000                            | 88 kW (120 PS)/ 3500–4000                            | 90 kW (122 PS)/ 3500–4250                            | 110 kW (150 PS)/ 3500–4000                           | 110 kW (150 PS)/ 3500–4000                           | 110 kW (150 PS)/ 3250–4200 (2)                       | 140 kW (190 PS)/ 3500–4000                           | 147 kW (200 PS)/ 3600–4100                           |
| max. Drehmoment bei min−1                   | 250 Nm/ 1500–3250                                    | 250 Nm/ 1500–3250                                    | 250 Nm/ 1500–3250                                    | 340 Nm/ 1750–3000                                    | 340 Nm/ 1750–3000                                    | 340 Nm/ 1600–3000 (2)                                | 400 Nm/ 1750–3250 (3)                                | 400 Nm/ 1750–3500                                    |
| Antriebsart, serienmäßig                    | Vorderradantrieb                                     | Vorderradantrieb                                     | Vorderradantrieb                                     | Vorderradantrieb                                     | Vorderradantrieb                                     | Vorderradantrieb                                     | Vorderradantrieb                                     | Vorderradantrieb                                     |
| Antriebsart, optional                       | –                                                    | –                                                    | –                                                    | Allradantrieb                                        | Allradantrieb                                        | –                                                    | Allradantrieb                                        | Allradantrieb                                        |
| Getriebeart, serienmäßig                    | 6-Gang-Getriebe                                      | 7-Gang-DSG                                           | 7-Gang-DSG                                           | 6-Gang-Schaltgetriebe                                | 6-Gang-Schaltgetriebe                                | 6-Gang-Schaltgetriebe                                | 6-Gang-Schaltgetriebe                                | 7-Gang-DSG                                           |
| Getriebeart, optional                       | 7-Gang-DSG                                           | –                                                    | –                                                    | 6-Gang-DSG                                           | 7-Gang-DSG                                           | 7-Gang-DSG                                           | 6-Gang-DSG, 7-Gang-DSG                               | –                                                    |
| Kupplung, serienmäßig                       | Einscheibentrockenkupplung                           | Einscheibentrockenkupplung                           | Einscheibentrockenkupplung                           | Einscheibentrockenkupplung                           | Einscheibentrockenkupplung                           | Einscheibentrockenkupplung                           | Einscheibentrockenkupplung                           | Einscheibentrockenkupplung                           |
| Kupplung, optional                          | Doppeltrockenkupplung                                | Doppeltrockenkupplung                                | Nasslamellendoppelkupplung                           | Nasslamellendoppelkupplung                           | Nasslamellendoppelkupplung                           | Nasslamellendoppelkupplung                           | Nasslamellendoppelkupplung                           | Nasslamellendoppelkupplung                           |
| Leergewicht                                 | 1465 kg [1485 kg]                                    | 1530 kg                                              | 1552 kg [1574 kg]                                    | 1485–1500 kg [1520 kg]                               | 1485–1500 kg [1520 kg]                               | 1555–1585 kg [1577–1607 kg]                          | 1505–1615 kg [1525–1635 kg]                          | 1576–1652 kg [1598–1674 kg]                          |
| maximale Zuladung                           | 620 kg [640 kg]                                      | 573 kg                                               | 588 kg [628 kg]                                      | 620 kg [640 kg]                                      | 620 kg [640 kg]                                      | 571–582 kg [625–636 kg]                              | 620–705 kg [640–715 kg]                              | 504–607 kg [606–639 kg]                              |
| Beschleunigung, 0–100 km/h                  | 10,9 s [11,0 s]                                      | 11,1 s                                               | 11,0 s [11,1 s]                                      | 8,8–8,9 s [8,9–9,0 s]                                | 8,8–8,9 s [8,9–9,0 s]                                | 9,1 s [9,2 s]                                        | 7,6–8,0 s [7,7–8,1 s]                                | 8,0 s [7,3–7,9 s]                                    |
| Höchstgeschwindigkeit                       | 206 km/h [204 km/h]                                  | 205 km/h                                             | 207 km/h [200 km/h]                                  | 218–220 km/h [216–218 km/h]                          | 218–220 km/h [216–218 km/h]                          | 222–223 km/h [213–215 km/h]                          | 230–237 km/h [228–235 km/h]                          | 237–243 km/h [229–234 km/h]                          |
| Kraftstoffverbrauch auf 100 km (kombiniert) | 4,1 L [4,2 L] Diesel                                 | 4,1 L Diesel                                         | 4,0–4,2 L [4,1–4,3] Diesel                           | 4,1–4,5 L [4,1–4,6 L] Diesel                         | 4,1–4,5 L [4,1–4,6 L] Diesel                         | 3,9–4,4 L [4,1–4,5 L] Diesel                         | 4,1–4,9 L [4,2–5,1 L] Diesel                         | 4,6–5,0 L [4,6–5,1] Diesel                           |
| CO2-Emission, kombiniert                    | 108 g/km [109 g/km]                                  | 107 g/km                                             | 106–111 g/km [109–113 g/km]                          | 108–118 g/km [109–121 g/km]                          | 108–118 g/km [109–121 g/km]                          | 103–116 g/km [109–118 g/km]                          | 106–131 g/km [109–134 g/km]                          | 122–133 g/km [122–135 g/km]                          |
| Tankinhalt                                  | 66 L                                                 | 66 L                                                 | 66 L                                                 | 66 L                                                 | 66 L                                                 | 66 L                                                 | 66 L                                                 | 66 L                                                 |
| Abgasnorm nach EU-Klassifikation            | Euro 6                                               | Euro 6d-TEMP                                         | Euro 6d                                              | Euro 6                                               | Euro 6 / Euro 6d-TEMP                                | Euro 6d                                              | Euro 6 / Euro 6d-TEMP                                | Euro 6d                                              |
| Nockenwellenantrieb                         | Zahnriemen                                           | Zahnriemen                                           | Zahnriemen                                           | Zahnriemen                                           | Zahnriemen                                           | Zahnriemen                                           | Zahnriemen                                           | Zahnriemen                                           |

- Werte in eckigen Klammern stehen für den Kombi.

## Serienmäßiges Zubehör
Serienmäßig gibt es die bereits aus dem Superb II bekannten Zubehörteile wie zum Beispiel Regenschirme in den vorderen Türen (ab Ambition), eine herausnehmbare magnetische Taschenlampe im Kofferraum (bis einschließlich Modelljahr 2020) und einen Eiskratzer im Tankdeckel, der als Lupe verwendet werden kann.

## Verwendung in der Öffentlichkeit
Durch die Verbindung der Marke Škoda zum Fahrrad und zum Radsport stellt Škoda seit 2004 das Begleitfahrzeug bei der Tour de France.
In Tschechien wird der Superb als Dienstwagen in der Regierung verwendet, beispielsweise als Staatskarosse des Präsidenten.

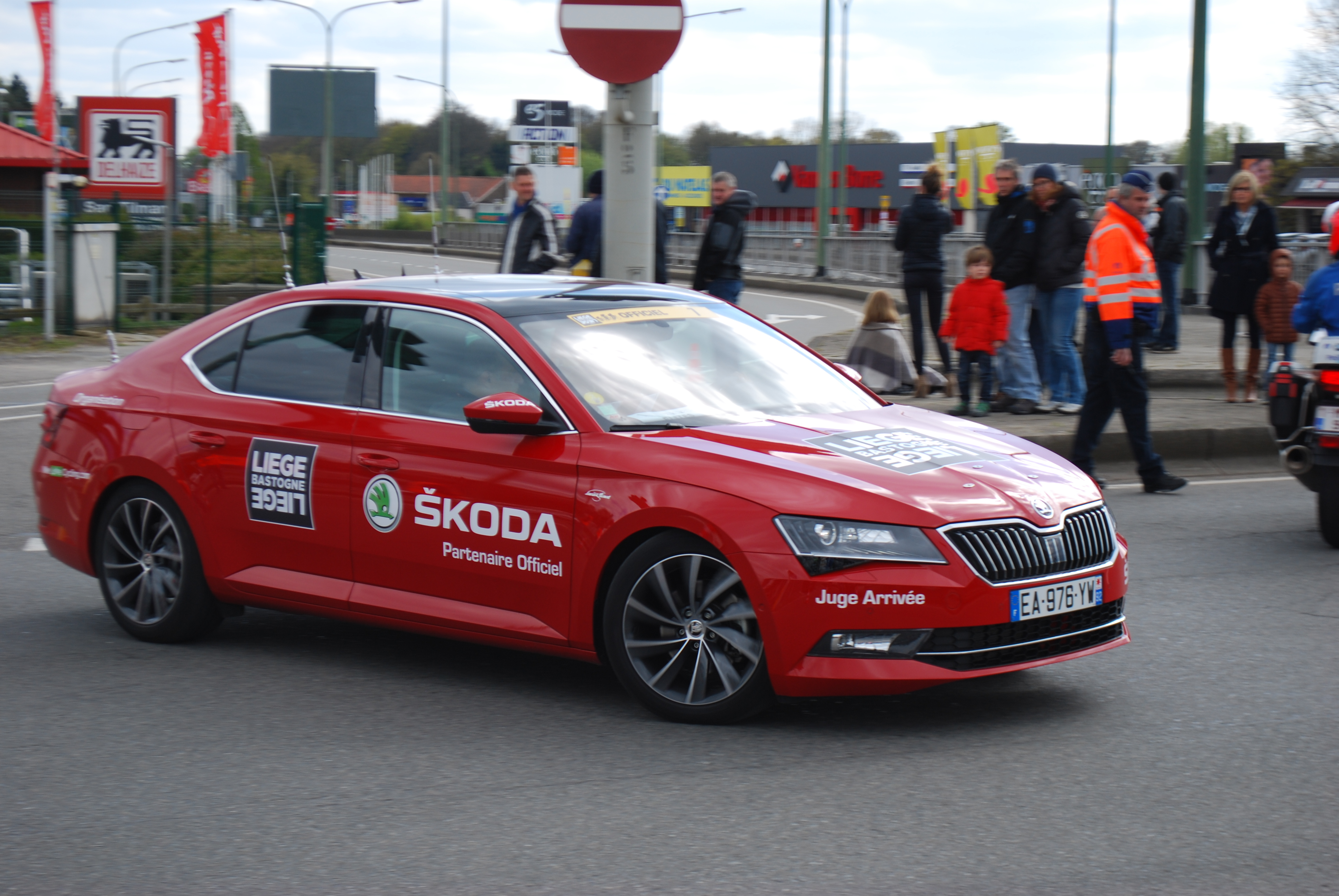
Škoda Superb III beim Radrennen Liège-Bastogne-Liège 2017
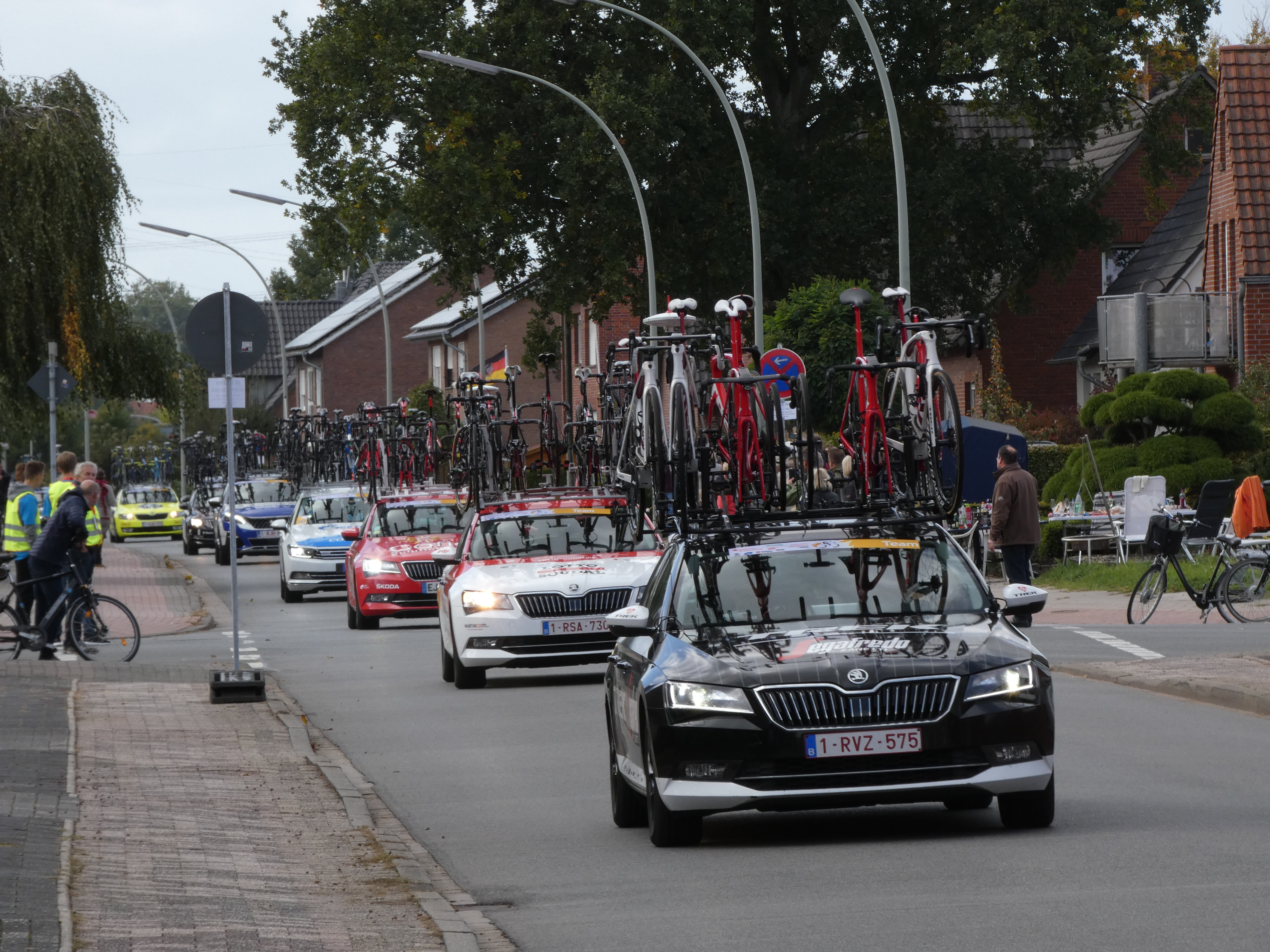
Superb III bei der Münsterland Giro 2018